# Вибій свердловини
Вибій свердловини (рос. забой скважины; англ. bottom hole; нім. Bohrlochsohle f) –

Рис. Макет вибою бурової свердловини.

1) Кінець (дно) свердловини як гірничої виробки, що постійно пересувається.
2) Найнижча точка стовбура свердловини.

## Штучний вибій свердловини
Штучний вибій — штучно утворювана у свердловині опора для встановлення відхилювача.